# 350 martyrs
Les 350 martyrs sont des maronites qui ont été persécutés à cause de leur adhésion au concile de Chalcédoine reconnaissant la double nature du Christ.

## Historique
En l'an 517, les 350 martyrs disciples de Saint Maron tombent victimes des monophysites, en Syrie, dans la vallée de l'Oronte, entre Apamée et Antioche.

## Fête et commémoration
Fête le 31 juillet selon le calendrier de fêtes maronites, le jour de Saint-Ignace. Ils sont vénérés comme des Maronites, bien qu'ils appartiennent, en réalité, à tous les couvents de la Syrie IIème.